# Antonio de Luna y Valois
Antonio de Luna y Valois (1512–2 de mayo de 1593), fue un noble y militar castellano, titulado VI Señor de Fuentidueña y I Señor de Huétor Tájar.

## Orígenes familiares
Antonio de Luna y Valois, caballero de la Orden de Santiago, fue hijo de Álvaro de Luna y Bobadilla, V Señor de Fuentidueña, y de Catalina de Valois, prima de Germana de Foix, esposa de Fernando II de Aragón.

## Biografía
En 1547, Aldonza de Luna y Manrique solicitó ante la Real Chancillería de Valladolid que Antonio de Luna y Valois le restituyera el Señorío de Fuentidueña junto al resto de los bienes de su padre y su hermano, por lo que deducimos que había heredado el señorío no mucho antes.
En 1553, Antonio de Luna y Valois construía una torre en La Redreja para impedir los aprovechamientos comunales que se venían haciendo de ella, edificaba una armería en Peña Colgada y mantenía una venta en Tres Cantos, dándole al ventero para que los labrase prados del común. Ante esta situación, los procudares del Concejo le pusieron un pleito por considerar abusivo el ejercicio de su señorío tanto sobre los bienes comunales de la Villa y Tierra de Fuentidueña como sobre los bienes de los particulares:

Don Antonio de Luna y Valois, mandaba a sus criados con carretas a cargar paja que le parecía de los cosecheros particulares de la tierra; había puesto guardas en los campos por su cuenta; entregaba baldíos caprichosamente y se había tomado otras atribuciones que los concejos y los vecinos no veían bien.

En 1558, el rey Felipe II, a causa de los onerosos gastos de su política exterior, se vio obligado a vender señoríos jurisdiccionales hereditarios entre los que se encontraba el Señorío de Huétor Tájar. Ante esta situación, Antonio de Luna y Valois aprovechó la ocasión para negociar un acuerdo con la hacienda real que le permitiese sumar el Señorío jurisdiccional a los extensos dominios que su familia poseía en la zona desde tiempos de su abuelo, Álvaro de Luna y Ayala, a cambio de cinco mil ducados de oro. Al año siguiente, la infanta regente Juana de Austria, otorgó la carta de venta de Huétor Tájar firmada en Valladolid, por la que se vendía:

la Jurisdición cevil é criminal alta e baja, mero mixto imperio del Lugar de Huetor Tajar que es vuestro propio en el Reyno de Granada, en la jurisdiccion de la Ciudad de Loja, con sus rentas de Camara é otras cosas que son anejas a la jurisdiccion entera é plenaria é privativamente por vós é por vuestro Alcalde mayor é otras justicias que para ello pudiesedes poner en primera é segunda instancia en el dicho lugar é sus términos é dezmerías, el cual avía de ser é amojonarse.
Victoriano Guarnido Olmedo, El repartimiento de Huétor-Tájar y su evolución posterior

En 1559, la infanta regente Juana de Austria, también otorgó la carta de venta del Señorío jurisdiccional de las villas de Carrascal y Castrojimeno, donde Antonio de Luna y Valois fundó un mayorazgo de segundagenitura, incompatible con el Señorío de Fuentidueña, para Pedro de Luna y Rojas, primer hijo de su segundo matrimonio.
En 1565, Juan Núñez, escribano que fue del Concejo de Fuentidueña, hace una denuncia contra vecinos del lugar por haberle atacado a él y a su hijo, cura de la iglesia de San Miguel, en dicha iglesia, con armas y golpes, refiriéndose a los atacantes como criados de don Antonio de Luna y Valois. Los historiadores consideran este hecho como una prueba más de lo violento de sus reacciones contra aquellos que se oponían o criticaban su autoritaria conducta.
Antonio de Luna y Valois continuó la tradición militar de la Casa de Fuentidueña, desempeñando el cargo de capitán de los continos de las Guardias de Castilla; puesto en el que le sucedió su hijo primogénito, Álvaro de Luna y Sarmiento. Su carrera militar fue larga y exitosa, llegando a ser nombrado General en la Vega de Granada durante el reinado de Felipe II.

## Muerte y sepultura
Antonio de Luna y Valois falleció en Madrid y recibió sepultura en la Iglesia de San Miguel de Fuentidueña.

## Matrimonio e hijos
Antonio de Luna y Valois contrajo matrimonio con Leonor Sarmiento de la Cerda, hija de Diego Gómez Sarmiento de Villandrando y Ulloa, III conde de Salinas y III conde de Ribadeo, y de Brianda de la Cerda, señora de Miedes, con la que tuvo al menos un hijo:
1. Álvaro de Luna y Sarmiento, padre del VII Señor de Fuentidueña.[8]

Posteriormente, se volvió a casar con Francisca de Rojas Enríquez, hermana del II marqués de Poza. Fruto de su segundo matrimonio nacieron varios hijos:
1. Pedro de Luna y Rojas, caballero de la orden de Santiago, señor del mayorazgo de Carrascal y Castrojimeno, casado con Ana de Vivero, hija del conde de Fuensaldaña.[4]
2. Sancho de Luna y Rojas, caballero de la orden de Santiago, maestre de campo del Tercio Viejo de Nápoles y castellano del Castillo de Milán.[9]
3. Francisca de Luna y Rojas, monja de la orden de Santiago en el convento de Santa Cruz de Valladolid.[9]

| Predecesor: Álvaro de Luna y Bobadilla | Señor de Fuentidueña 1547 - 1593 | Sucesor: Antonio de Luna y Enríquez de Almansa |